# 안나 자크
안나 자크(히브리어: אנה זק, 영어: Anna Zak, 2001년 3월 12일 ~ )는 이스라엘의 SNS 스타, 가수, 모델이다.
안나는 현재 인터넷 상에서 가장 영향력이 큰 이스라엘인 중 한 명으로 여겨진다. 2017년, 이스라엘 최대 웹 포탈 나나 10 선정 가장 영향력 있는 청소년 인물 인스타그램 1위, 이스라엘 인터넷 협회 선정 가장 영향력 있는 이스라엘 인스타그래머 1위를 했다.